# Ptochoryctis anguillaris
Ptochoryctis anguillaris je moljac iz porodice Autostichidae. Opisao ga je Meyrick 1914. Živi u Šri Lanki.
Krila su mu 12-15mm. Prednje podlaktice su srebrno bijele boje sa zakrivljenom tamno-kitnjastom prugom koja teče od dvije trećine kosti do blizu vrha.